# TBM (muzyka)
Techno Body Music (TBM) – rodzaj muzyki elektronicznej, jest krzyżówką pomiędzy power noise'm, tradycyjnym industrialem i techno.
Dość często zawiera elementy trance i często przypomina muzykę rave utrzymując przy tym ostre dźwięki, szumy i szybkie tempo industrialu.
Struktura utworu często jest zbudowana jako zwrotka-refren-zwrotka. Teksty piosenek zazwyczaj pochodzą z gotowych już próbek zaczerpniętych z filmów bądź innych twórców muzycznych.
TBM często jest uważana przez fanów muzyki EBM za ,,regres" i przeznaczenie muzyki na parkiety taneczne.
Artyści w ramach industrial techno, często łączą cechy muzyki dance, pop, trance oraz industrial.
TBM nazwane jest również Industrial-techno.
Za protoplastę muzyki TBM uważa się zespół Combichrist. W 2005 roku Andy LaPlegua wywodzący się z klimatów futurepop/techno ukuł termin Techno Body Music (Combichrist - This Is TBM). Termin został użyty w kompilacji Masterhit Recordings - "This Is... Techno Body Music Vol. 1". ("TBM zburzy ściany w ludzkich głowach łącząc to co najlepsze z obu scen w jednej nazwie"). 

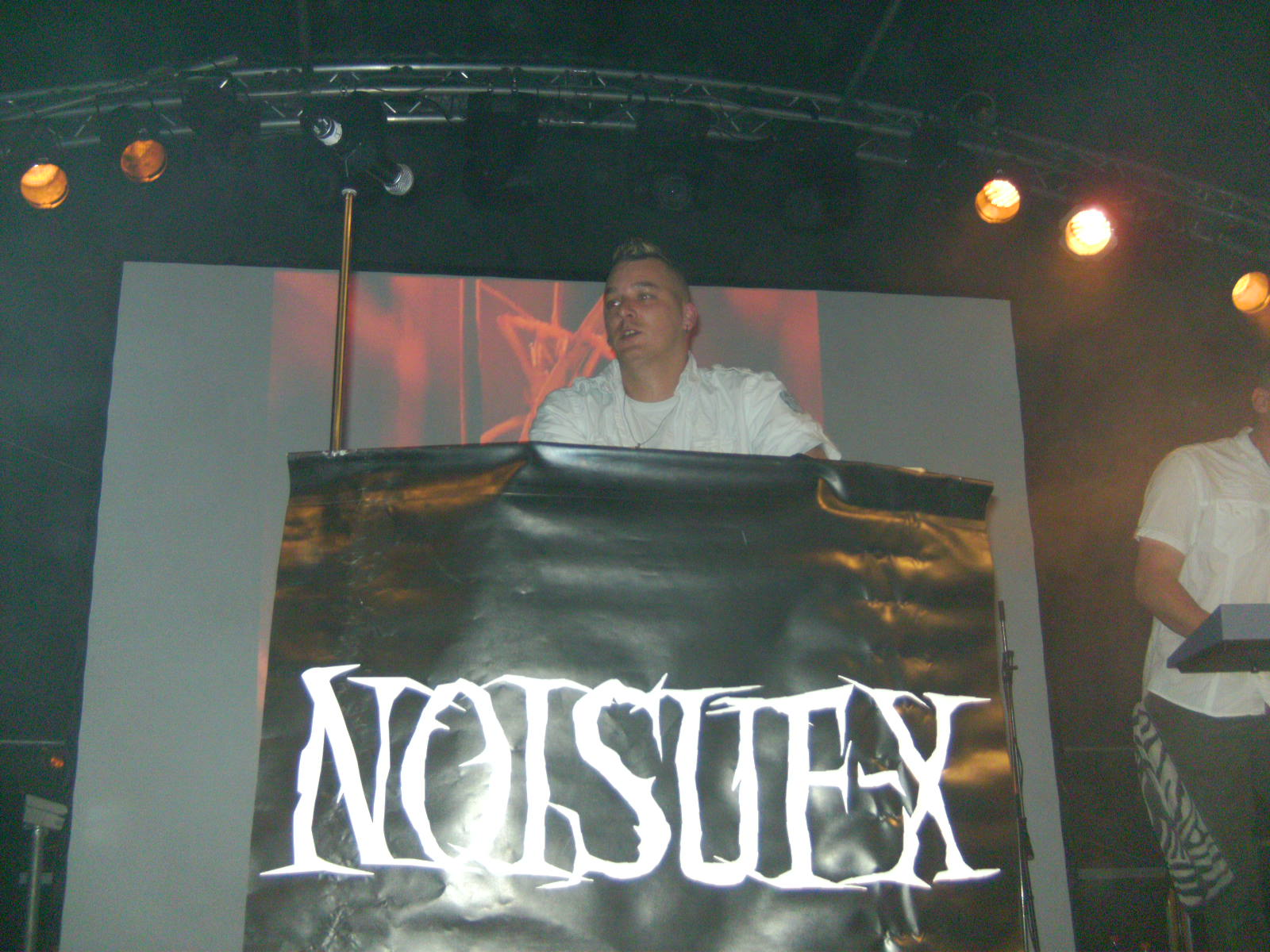
Jan L. z zespołu Noisuf-x, jeden z czołowych artystów TBM

## Znani Artyści TBM
- Combichrist
- Noisuf-x
- Grendel
- Nachtmahr
- x-Rx
- Phosgore
- T3RR0R 3RR0R
- Alien Vampires
- Modulate
- Extize
- Incubite
- Reaper
- SAM